# Damien O'Donnell
Damien O'Donnell (Dublino, 1967) è un regista irlandese.
Ha ricevuto una nomination al British Independent Film Awards per East Is East, film candidato al David di Donatello come Miglior Film Straniero.

## Filmografia
- 35 Aside (1995)
- Chrono-Perambulator (1999)
- East Is East (1999)
- What Where (2000)
- Heartlands (2002)
- Il mio cuore balla (Inside I'm Dancing, 2004)